# تاكروفوجي ميكيا
تاكيروفوجي ميكيا (مواليد 9 أبريل 1999) هو مصارع سومو ياباني محترف خلال فترة هيسي في كاناجي، مقاطعة آوموري. أعلى رتبة له هي مايغاشيرا 4. يُعرف بأنه مصارع ذو إمكانيات هائلة، وقد برز في عام 2024 بتأهله مباشرةً إلى القسم الأعلى للسومو (ماكوتشي) بعد بطولة واحدة فقط في ثاني أعلى قسم جوريو. في مارس 2024، أصبح أول مصارع منذ 110 سنوات يفوز بالبطولة في أول بطولة له في القسم الأعلى في بطولة السومو الكبرى مارس 2020، في قاعة إيديون أرينا في أوساكا بعد أن أنهى المنافسة التي استمرت 15 يوما بسجل حقق خلاله 13 فوزا وهزيمتين.
تمكن مصارع السومو الياباني واسمه الحقيقي ميكيا إيشيوكا البالغ من العمر 24 عاما من مقاطعة أوموري الشمالية من دفع خصمه جونوياما خارج حلبة الدوهيو ليضمن الفوز بكأس الإمبراطور، على الرغم من إصابته في الكاحل في اليوم السابق، عندما اضطر إلى إخراجه على كرسي متحرك بعد خسارته المباراة. وأن مديره شجعه على الانسحاب من البطولة لتجنب مضاعفات إصابته في كاحله.

## نشأته
قبل انضمامه إلى عالم السومو ولأن جده كان مصارع سومو هاوٍ، بدأميكيا إيشيوكا ممارسة السومو في صغره. زاد تعلق كطفل صغير في رياضة السومو عندما كان يتطلع إلى الدجاج المقلي الذي يشتريه له والداه من المتجر بعد انهائه تدريبه، لذلك مارس السومو لهذا الغرض. في طريقه بداياته في ممارسة السومو شارك في بطولة وانباكو الوطنية للسومو، حقق أفضل ثمانية في التصنيف الفردي وفاز ببطولة الفريق في سنته الرابعة في مدرسة غوشوغاوارا كاناجي الابتدائية البلدية، وحصل على المركز الثالث في التصنيف الفردي في سنته الخامسة. منذ السنة الخامسة من المدرسة الابتدائية، التحق بنادي تسوغارو أساهي فوجي جونيور، وبعد تخرجه من المدرسة الابتدائية، انتقل من مسقط رأسه إلى مدرسة تسوغارو كيزوكوري الإعدادية البلدية، حيث كان من الأسهل التنقل إلى الدوجو، بدلاً من مدرسة كاناجي الإعدادية المحلية. في سنته الثالثة من المدرسة الإعدادية، حقق المركز الثالث في التصنيف الفردي في بطولة المدارس الإعدادية الوطنية على مستوى المحافظات، وأفضل ثمانية في التصنيف الفردي في بطولة عموم اليابان للمدارس الإعدادية، وفاز ببطولة الفرق والمركز الثالث في التصنيف الفردي في كأس هاكوهو. نشأ في منطقة تتساقط فيها الثلوج بكثافة، وفي البرد، كان يمشي 30 دقيقة من مدرسته إلى الدوجو.
بعد تخرجه من المدرسة الإعدادية، التحق بمدرسة توتوري جوهوكو الثانوية. كان من بين زملائه في المدرسة الثانوية أمارتوفشين أمارسانا (المعروف لاحقًا باسم روغا). في سنته الأولى، وصل إلى ربع النهائي في بطولة كانازاوا، ولكن في سنته الثانية، أصيب بتمزق في الرباط الصليبي الأمامي في ركبته اليسرى. في عامه الثالث، حصل على المركز الثالث في المنافسة الفردية في بطولة السومو بين المدارس الثانوية في اليابان وبطولة السومو للمدارس الثانوية المختارة في الولايات المتحدة الأمريكية، لكنه أصيب في ركبته اليسرى مرة أخرى عندما خسر أمام كونوسوكي نايا (المعروف لاحقًا باسم أوهو) في الدور نصف النهائي الفردي لمهرجان الخريف الوطني للرياضة، وتم إلغاء مباراة المركز الثالث.
بعد المدرسة الثانوية، واصل مسيرته كهاوٍ بالانضمام إلى جامعة نيهون، حيث كان زميل دراسة مع كيهو وأوتاني من إسطبل مياجينو. في سنته الثانية هناك أصيب في ركبته اليمنى وكاد أن يستسلم في أن يصبح ريكيشي محترف. ومع ذلك فقد حقق المركز الثاني في المنافسة الفردية في بطولة عموم اليابان الجامعية في كانازاوا. خلال سنوات دراسته الجامعية، اكتسب شعورًا بالتنافس مع دايكي ناكامورا، أحد الأسماء العظيمة في السومو الياباني للهواة، حيث واجهه أربع مرات وفاز باثنتين من هذه المباريات.
قرر إيشيوكا التحول إلى الاحتراف، مستوحى من إعادة الترويج القياسي تيرونوفوجي هارو، وهو خريج سابق من مدرسة جوهوكو الثانوية. انضم إلى إسطبل إيسيجاهاما لأن تيرونوفوجي ينتمي إلى هذه الهيا ولأن رئيس الإسطبل إيسيجاهاما (يوكوزونا السابق أساهي فوجي) حافظ على معسكر تدريب في أوموري، مما مكن إيشيوكا من التواصل مع الإسطبل منذ سنوات دراسته الإعدادية.